# Têtes coupées
Pour plus de détails, voir Fiche technique et Distribution.
Têtes coupées (Cabezas cortadas) est un film coproduit par l'Espagne et le Brésil, réalisé par Glauber Rocha et sorti en 1970.

## Synopsis
Dans une contrée imaginaire appelée l'Eldorado, Díaz est le souverain. Mais c'est un despote finissant. Le réalisateur dresse, en voix off, un rapide panorama de l'histoire du pays dans lequel sont allusivement évoquées les menées d'une mystérieuse "Compagnie d'Exploitation Internationale", dirigée par un milliardaire américain. Díaz n'a plus toute sa raison, et nous sommes en pleine apocalypse. 
Il perçoit la menace d'un soulèvement de ses anciennes victimes : les Indiens, les paysans pauvres tandis qu'un berger/ange de la mort, faiseur de miracles et coupeur de têtes tout à la fois, fascine son imagination et terrorise sa conscience. Le monarque enlève alors une  belle paysanne, symbole de pureté, et organise au château une cérémonie aux allures de funérailles. Mais, le berger tranche la tête du roi et libère la paysanne.

## Fiche technique
- Titre : Têtes coupées
- Titre original : Cabezas cortadas
- Réalisation : Glauber Rocha
- Scénario : Glauber Rocha et Augusto Martínez Torres (dialogues espagnols)
- Dialogues en espagnol : Ricardo Muñoz Suay
- Photographie : Jaime Deu Casas
- Son : Roger Sangenis
- Production : Barcelona Profilmes S.A. et Barcelona Filmscontacto (Espagne), Mapa Filmes (Brésil)
- Pays de production :  Brésil,  Espagne
- Format :  Eastmancolor - Mono - 35 mm
- Lieu de tournage : Région de Barcelone, (Espagne)
- Genre : Drame
- Durée : 95 minutes
- Date de sortie : 1970

## Distribution
- Francisco Rabal : Díaz II
- Pierre Clémenti : le berger
- Marta May : Soledad
- Rosa Maria Penna : Dulcinéa
- Emma Cohen : danseuse gitane
- Luis Ciges : mendiant aveugle
- Telesforo Sanchez : le prêtre
- Victor Israël le médecin

## Commentaires
« Dans Têtes coupées tout le mal émane de Díaz (Francisco Rabal), maintenant ex-dictateur moribond en plein exil », fait remarquer Ismail Xavier qui ajoute : « Et contrastant avec sa décomposition qui paraît tout contaminer autour de lui, le bien et la régénération apparaissent avec le personnage du saint faiseur de miracles (Pierre Clémenti) qui incarne le pouvoir et le mystère de l'énergie populaire [...]. »
Mais, peut-être, faut-il voir dans ce berger/ange de la mort « l'incarnation, ou la pure figuration, du nécessaire renoncement aux illusions rationnelles (le pouvoir peut en être une) qui préoccupait tant Glauber Rocha vers 1970. » Au sujet de Cabezas cortadas, ce dernier déclarait en 1979 : « C'est un film qui doit être vu à partir de symboles et de signifiants. Il s'agit d'un film structuraliste. J'ai réduit toute l'histoire au signifiant. [...] Chaque fois que je vois ce film, je lui trouve de nouvelles explications. Il y a tout un arc de suggestions. [...] Je crois qu'on pourrait définir le film ainsi : un voyage borgésien à travers l'œuvre de Shakespeare. »